# 尚賢王
尚賢（琉球語：／  ?；1625年10月15日—1647年10月19日）是琉球國第二尚氏王朝第九代國王，1641年至1647年在位。
尚賢是尚豐王的第三子，童名思松金。1625年出生於日本薩摩藩。
1641年（明崇禎十四年）即位。這一年，有南蠻船來到西表島傳教，驚動了琉球王府和在番奉行所。琉球王府派遣尚成勳（讀谷山王子朝孝）、章邦彥（宜野湾親方正成），在番奉行所派遣澀谷氏、喜入氏，率領數百人前去擒拿，但南蠻船早已離去。琉球官員便與在番奉行所的官員一起搜查西表島的吉利支丹，隨後歸國覆命。此事件即為八重山吉利支丹事件。
1642年，遣正議大夫蔡錦、使者翁鎮等，奉表貢方物。同年，遣三司官之一的章邦彥（宜野灣親方正成）赴薩摩藩為三年人質，是為三司官留質薩摩藩之始。
1643年，設置申口重人眾、御物奉行相付，創立了琉球的表十五人評議機構。
1644年，尚賢遣正議大夫金應元、使者吉時逢等赴明，奉表貢方物，並以尚豐王訃告，請求襲封為琉球國王。然而當時中國發生李自成領導的農民起義，而海上又有海盜阻隔道路，琉球國使臣滯留於福州，既無法去京師又無法歸國覆命。為了防止海盜和南蠻船的入侵，琉球在各地設置「遠見番」（烽火臺）；若有一艘船來，則燃一炬；兩艘船來，則燃兩炬；以此類推。
1645年（南明弘光元年、清順治二年），南明弘光帝即位於金陵，領有福建之地，派福州左衛指揮花煾往琉球。尚賢遣使毛大用、都通事阮士元等入賀，並再次請封。弘光帝派禮科給事中陳燕翼為冊封正使、行人司行人韓元勳為冊封副使。不過未出航的時候弘光政權就被清朝攻滅，這次冊封沒有成功。同年，尚賢王下令，除三司官和久米村官員以外，官員上朝的服飾由中華衣冠改為琉球式衣冠；而由於琉球逐年貧困，尚賢王與平啓祥（當間親雲上重陳）、薛禮興（古波倉筑登之親雲上賀親）商議，命令全國百姓栽植欝金、燒熬黑糖賣到薩摩藩，使琉球逐漸走出財政困境。
1646年（南明隆武元年、清順治三年），隆武帝在福州繼位，又派遣指揮閩邦基至琉球。尚賢派王舅毛泰允、長史金思義等前往福建朝貢。這時候大將軍貝勒博洛率清軍攻入福建，滅南明隆武政權。滯留福州的琉球使者與安南、呂宋的使者一起，被博洛擄至京師。清朝順治帝依禮部奏請，厚賞他們，要求他們回去後招誘本國國王歸附；同時遣通事謝必振前往琉球詔諭。謝必振遭風漂往長崎，被送到琉球後，尚賢王遣周國盛將之送回福州；但另一方面，琉球仍舊向南明的監國魯王朱以海朝貢，並與建國公鄭彩關係密切，還將硫磺賣給南明以抗擊清軍。
1647年，尚賢王薨，享年23歲，葬於玉陵。無子女，由其弟尚質嗣位。就在同一年，薩摩藩停止三司官為質於鹿兒島三年之慣例、停止薩摩藩剋扣琉球在八重山徵收的稅收，並規定貢米船若擱淺損壞，維修費用出自薩摩藩。次年，清朝使者謝必振與琉球使者周國盛同至琉球，要求琉球繳納明朝頒發的印綬；但此時尚賢王已逝世。

## 家族
- 父 尚豐王
- 母 夫人西之按司加那志松氏，童名真鍋樽金，號涼月。
- 妃 玉寄按司加那志向氏，童名真加戶樽金，號花囿。（父為浦添殿內五世越來按司朝則）
- 妻 真壁阿護母志良禮毛氏，童名真加戶樽金（父為毛氏支流七世真壁親雲上盛辰毛用德）

## 腳註
1. 1 2 3  《中山世譜·卷八·尚賢王》記載，清朝入主中原之後，琉球便立即向清朝臣服，崇禎年之後的所有記載都是使用「順治」年號。但根據清朝方面《清實錄·世祖實錄》以及日本《華夷變態》的記載可知，此時的琉球仍奉一系列南明政權為宗主國；琉球的《歷代寶案》中也收錄有琉球國王寫給南明皇帝的奏摺，用「弘光」、「隆武」年號。此外，《中山世譜·卷八·尚質王》記載，尚質王接受清朝冊封時，冊封使「諭祭故王尚豐，【時尚賢王不與祭焉】」，這表明尚賢王的王位不被清朝承認。（按照慣例，冊封之前要先祭祀先王。）
2. ↑  徐葆光，《中山傳信錄·卷二》：「尚賢請封未獲，卒。福王時來請封，遣禮科給事陳燕翼、行人韓元勲；未行，國亡。」
3. ↑  《中山世譜·卷八》記載：「時乃清朝大將軍貝勒，率大兵入福建，攻破隆武，而天下大定。由是，王舅毛泰久、長史金思義及前使金應元等隨大將軍貝勒，入京投誠。」但是《清實錄·世祖實錄·卷之三十二》「順治四年六月丁丑」條的記載則是：「初，琉球、安南、呂宋三國，各遣使於明季進貢，留閩未還。大兵平閩，執送京師。命賜三國貢使李光耀等衣帽、緞布，仍各給敕諭，遣赴本國招諭國王。諭琉球國王勅曰：『朕撫定中原視天下為一家。念爾琉球自古以來世世臣事中國遣使朝貢業有往例。今故遣人勅諭爾國，若能順天循理，可將故明所給封誥印勅遣使齎送來京，朕亦照舊封錫。』」 日本的《華夷變態》中亦有與《清實錄》相同的記載。

1. 1 2 3  《球陽·附卷之一·尚賢王》
2. 1 2 3  《中山世譜·卷八·尚賢王》
3. ↑  《中山世譜·附卷一·尚賢王》
4. 1 2 3 4 5  《球陽·卷之五·尚賢王》
5. ↑  《華夷變態·卷一》
6. ↑  「《華夷變態》與清、琉球冊封關係的形成」，川勝守